# Шей Бреннан
Джеймс Шеймус Ентоні Бреннан (англ. James Seamus Anthony "Shay" Brennan; 6 травня 1937, Манчестер, Англія — 9 червня 2000) — колишній ірландський футболіст 1960-х років. Виступав на позиції фулбека в «Манчестер Юнайтед».

## Життєпис
Дебютував за «Манчестер Юнайтед» 19 лютого 1958 року в поєдинку Кубку Англії проти «Шеффілд Венсдей»; це була перша гра «Юнайтед» після авіакатастрофи в Мюнхені, і Бреннан двічі двічі відзначився голом в емоційно заряджений вечір. У тому матчі він грав як лівий фулбек, оскільки позиція залишилася вакантною після смерті Девіда Пегга та травм Альберта Скенлона в авіакатастрофі.
Допоміг «Юнайтед» виграти Перший Дивізіон у 1965 та 1967 році, а також здобути Кубок європейських чемпіонів. Народившись в англійському Манчестері, на міжнародному рівні представляв Республіку Ірландію Щей отримав це право завдяки ірландському корінню, ставши першим гравцем ірландської збірної, якого натуралізували таким шляхом. Завершив свою кар'єру в «Манчестері» 1970 року, зігравши за цей час 359 матчів та відзначився 6-ма голами.
Переїхав до Ірландії, де став граючим тренером «Вотерфорд Юнайтед», з яким виграв два національних чемпіонату та зіграв 3 матчі в євроубках. Залишив команду по завершенні сезону 1973/74 років.
Вшанування Бреннана відбулося 14 серпня 1986 року, коли «Шемрок Роверс» переміг «Манчестер Юнайтед» з рахунком 2:0 на Гленмалур Парк.
Помер у віці 63 років від серцевого нападу під час гри в гольф біля Вотерфорда 9 червня 2000 року й був похований у своєму новому рідному місті Трамор. Став першим гравцем команди-переможця Кубок європейських чемпіонів 1968 року, який померла, другим став Джордж Бест у листопаді 2005 року.

## Досягнення

### Як гравця
«Манчестер Юнайтед»
- Перший дивізіон Футбольної ліги
  -  Чемпіон (2): 1964/65, 1966/67

- Суперкубок Англії
  -  Володар (2): 1965, 1967

- Кубок європейських чемпіонів
  -  Володар (1): 1967/68

### Як тренера
«Вотерфорд Юнайтед»
- Ліга Ірландії
  -  Чемпіон (2): 1971/72, 1972/73

- Кубок ірландської ліги
  -  Володар (1): 1973/74

- Кубок Топ-4
  -  Володар (2): 1970/71, 1972/73

- Texaco Cup
  -  Володар (1): 1974/75